# تاتيانا كيريوشينا
تاتيانا كيريوشينا مواليد 1989 في أوكرانيا، هي لاعبة كرة يد أوكرانية تلعب كظهير أيمن. تلعب حاليا في الدوري التركي لكرة اليد للسيدات.